# りょうけん座AM型星
りょうけん座AM型星（りょうけんざAMがたせい、AM CVn型星、英: AM Canum Venaticorum star）は、ヘリウム激変星とも呼ばれ、軌道周期が5分から65分と特に短い激変星の一種である。通常の激変星と違い、伴星はヘリウム白色矮星またはヘリウム星で、降着物質も主にヘリウムで構成されるため、挙動も通常の激変星とは異なる。白色矮星にヘリウムが降着することから、りょうけん座AM型星は.Ia型超新星の前駆天体候補でもある。強い重力波を放射しており、LISA計画の重要な観測対象と考えられている。

## 成立
りょうけん座AM型星は、その代表であるりょうけん座AM星の発見に始まる。ストックホルム天文台のグンナー・マルムキストが発見し、ヒューメイソンとツヴィッキー (Humason & Zwicky) の微光青色天体の一覧でHZ 29として知られるようになったこの天体は、特異なスペクトルから当初はDB型白色矮星やクエーサーの可能性が取り沙汰された。1960年代に変光が明らかになると、「りょうけん座AM星」という変光星名が付与され、間もなく重力波を放射する短周期連星であるとする仮説が提唱された。1970年代になると、水素を失った短周期の激変星という描像ができ上がり、同じ頃に共通の特徴を持つ第2の天体かみのけ座GP星も発見された。1980年代には、うしかい座CR星とケンタウルス座V803星が相次いで発見され、同じような特徴を持つ特殊な天体の一群があるものと認識されるようになっていった。
当初、この天体の一群は、「相互作用白色矮星連星系」などといわれていたが、天文学では代表星の名前を冠して分類するのが慣習化しており、それに従って、南アフリカ天文台のブライアン・ワーナーの発案から、「りょうけん座AM型星」と呼ばれるようになっていった。
りょうけん座AM型星の発見は難しく、1992年以前は4天体が知られるだけであったが、2003年には12天体まで増えた。更に、スローン・デジタル・スカイ・サーベイの成果などや超新星の掃天観測も加わって、2018年の時点で56天体が知られるようになっている。

## 観測的特徴

### 測光
りょうけん座AM型星の長期的な光度変化の傾向をみると、あまり変化がみられない群と、不規則に大きな変化を示す一群が存在する。大きく変化する方の天体は、明るい状態と暗い状態とが何日も継続し、その差は概ね2等級から大きいものでは6等級にもなる。暗い状態の時には、明るい状態の等級には達しないものの、短期間爆発的に増光する「アウトバースト」を示すものがある。その光度曲線は、新星状天体の一種ちょうこくしつ座VY型星のそれと似ており、ちょうこくしつ座VY型星にならって明るい状態を「ハイステート」、暗い状態を「ローステート」という。

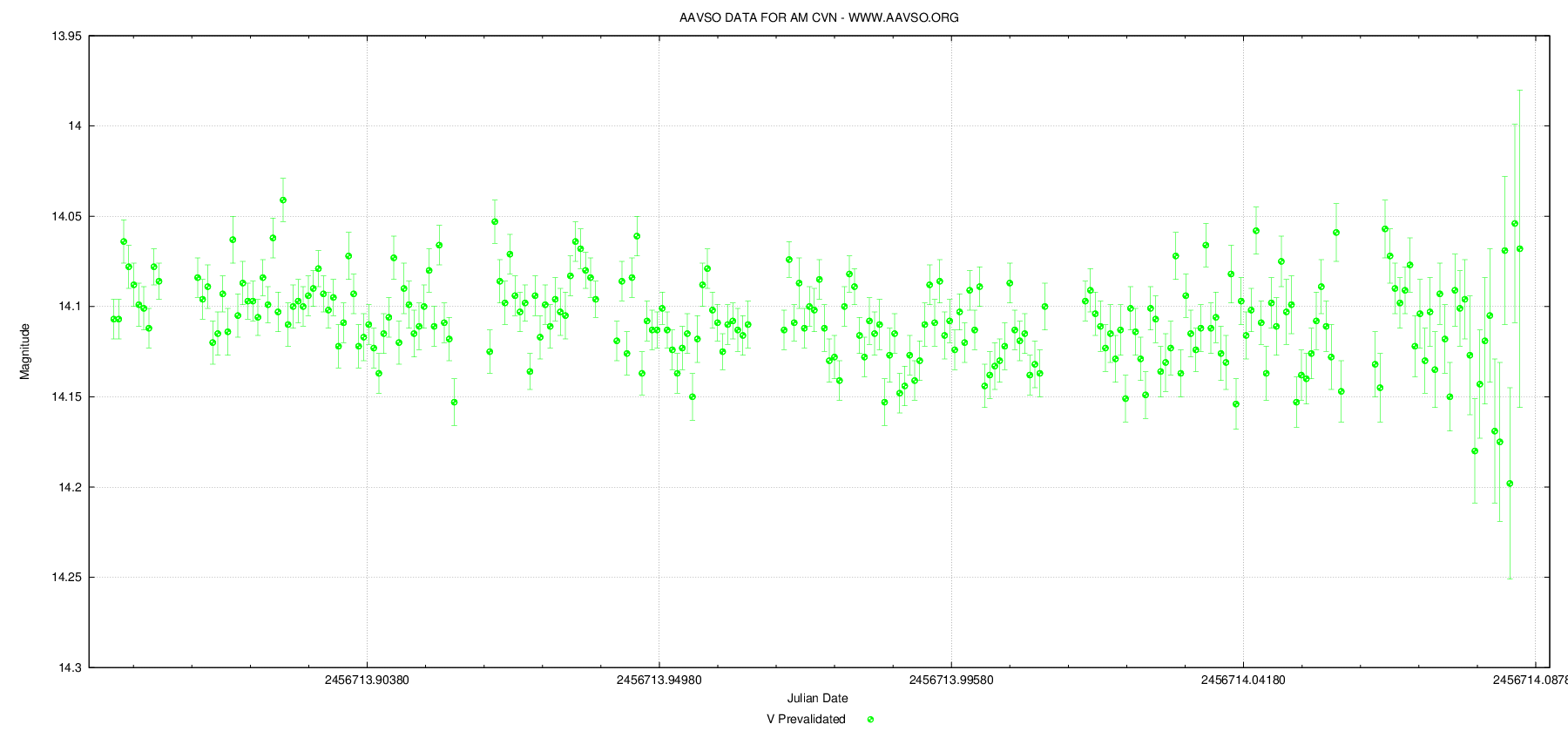
りょうけん座AM型星の代表星、りょうけん座AM星の5時間半にわたる光度曲線。スーパーハンプとみられる細かい光度変化がみられる。

りょうけん座AM型星の短時間での光度変化は、もっと複雑で多様である。長期的にはほとんど変化しない一群の天体も、短期的にみると、高速で比較的大きな光度変化を起こす「フリッカリング」を示すものがある。フリッカリングにも、光度曲線が単純で形状が安定しているものもあれば、数次にわたる高調波の重ね合わせで複雑な形状をしているものもある。長期的に大きく変光している一群も、ハイステートの間には同じく周期的な光度変化がみられる。ハイステートでだけ周期的な光度変化を示すことは、おおぐま座SU型の矮新星において、通常のアウトバーストよりも長く明るい「スーパーアウトバースト」の際にみられる、周期的な光度変調「スーパーハンプ」と同種の現象であることを示唆する。

### 分光
可視光スペクトルは、組成や運動など、りょうけん座AM型星の決定的な特徴を示す。組成はつまり、水素が著しく欠乏し、ヘリウムが過剰であるということである。しかし、そのみえ方にはこれもいくつか異なる傾向が現れる。長期的な光度が安定している一群でも、ヘリウム原子のスペクトルが吸収線としてみえるものと、輝線としてみえる、あるいは輝線も吸収線もみえないものとがある。長期的に大きく変光している一群では、ヘリウム原子は、ハイステートで吸収線、ローステートで輝線または成分なしと、状態によって変化する。
可視光スペクトルで、ヘリウム原子吸収線がみえる場合、吸収線の輪郭は幅が広くて浅く、左右対称ではない。また、時間と共に輪郭が変化する。りょうけん座AM型星は当初、単独のヘリウム白色矮星（DB型）であるとする説もあったが、DB型星のヘリウム吸収線は、裾は幅広いが、中心は鋭くて深く、左右対称である。一方、りょうけん座AM型星は、吸収線全体が幅広く、吸収の底は浅いので、DB型星とは恒星大気理論の上でかけ離れた特徴となっている。ヘリウム吸収線の幅は、一般的な激変星における降着円盤の回転速度と同等である。しかし、ハイステートでのみヘリウム吸収線がみえる天体では、吸収線はもう少し深くて狭く、高速回転よりも高い大気の圧力による拡幅の方がうまく説明できるものもある。
可視光スペクトルで、ヘリウム原子輝線がみえる場合、輝線の典型的な輪郭は、二こぶの幅広い輝線とその中心に鋭く強い輝線、という形をとる。鋭い輝線によって、視線速度の時間変化とその周期を求めることができ、変化は連星の軌道運動によるものと考えられる。
ヘリウムイオンのスペクトルは、その一部が多くの天体で輝線としてみえる。一部には、ヘリウムイオン輝線がとても強いものもある。
紫外線スペクトルでは、ヘリウムイオン、窒素イオンなどの吸収線がみられる。可視光での吸収線に比べると、だいぶ狭くて深い。また、系の視線速度に対し、紫外吸収線の視線速度には青方偏移がみられる上、一部にはP Cygプロファイルが現れているので、可視光での吸収線が降着円盤のガスを起源とするのに対し、紫外線での吸収線は高温の星風に起源があると考えられている。
可視光でのヘリウム吸収線の輪郭が時間変化する様子を分析すると、測光周期に数十倍する周期性が浮かび上がる。この周期は、やはりおおぐま座SU型矮新星のスーパーハンプでみられる、降着円盤の歳差運動に起因する「うなり」の周期と考えられ、うなり周期と測光周期から、軌道周期を推定することもできる。

### 組み合わせ
実際に観測される、測光的特徴と分光的特徴の組み合わせは、いくつかに限定される。長期的には光度が安定している一群は、スペクトルをみるとヘリウム原子が吸収線としてみえるものと、輝線としてみえるものとがあり、軌道周期が求められたものについてはそれも加味すると、周期が短いものはヘリウム原子が吸収線、周期が長いものはヘリウム原子が輝線としてみえる。そして、ハイステートとローステートの間で大きく変光する一群は、ハイステートではヘリウム原子が吸収線、ローステートではヘリウム原子が輝線でみえており、光度安定している2形態の間を往来しているようにみえる。また、軌道周期もその2種類の中間的な長さである。
これらを総合すると、
- 恒常的にハイステートにあって、軌道周期が短く、ヘリウム原子吸収やスーパーハンプの存在から考えられる厚く大きい降着円盤を持つ系
- ハイステートとローステートとの間を移動する、中間的な軌道周期の系
- 恒常的にローステートにあって、軌道周期が長く、ヘリウム原子輝線がみえることから考えられる薄く小さい降着円盤を持つ系

という3通りの形態が考えられる。

## 分類
りょうけん座AM型星の条件として、分類名を提唱したワーナーがまとめたものは、まず全ての天体に共通する特徴に
1. ヘリウム過剰天体であり、ヘリウムのスペクトル線が目立つ一方、水素のスペクトル線はみえない
2. 非常に周期の短い連星系である
3. 大きく広がった吸収線スペクトルを示し、これは、星或いは星周円盤が高速回転しているか、縮退した星の大気における非常に強い圧力か、若しくはその両方であり、どの場合もコンパクト星（この場合は白色矮星）が存在することを意味する

といったことが挙げられ、更に、一部に共通するそれ以外の特徴として、
1. 矮新星にみられるような、フリッカリングを示す
2. 一定期間明るい時期と暗い時期とが継続する、ハイステート／ローステートを示す

といったことがある。
白色矮星を含む近接連星系で、質量輸送に起因するとみられる特徴も示すことから、これは激変星の類型と考えることができる。一般的な激変星とは異なる点は、水素が著しく欠乏していること、そして軌道周期が非常に短いことである。一般的な激変星では、軌道周期が2時間を切るものは稀だが、りょうけん座AM型星の軌道周期は5分から65分程度である。そのため、りょうけん座AM型星は、「超短周期連星」や、「ヘリウム激変星」といった呼び方をされることもある。一般的な激変星と同様に、質量輸送が進むと、白色矮星の周りには降着円盤が形成されると考えられる。りょうけん座AM型星として分類される天体が増えるにつれ、その特徴が複雑で多岐にわたることがわかってきたため、りょうけん座AM型星の条件としては、まず激変星の一種であり、その中で水素が著しく欠乏し、軌道周期が非常に短いもの、と考えられるようになっている。
りょうけん座AM型星は、特徴が均質にはほど遠いことから、より細かい分類を考えるべきとされる。具体的には、軌道周期と円盤などの状態とによって、4種類に細分化できるものとみられ、
1. 軌道周期が12分以下と極めて短く、降着円盤を持たない（くじら座ES星など）
2. 軌道周期が12分から20分で、大きく安定した降着円盤を持ち、恒常的に新星状天体のスーパーアウトバースト中のような状態にある（りょうけん座AM星、てんびん座HP星など）
3. 軌道周期が20分から40分で、降着円盤は変動し、矮新星のようなアウトバースト（まれにスーパーアウトバースト）を起こす（うしかい座CR星、ケンタウルス座V803星など）
4. 軌道周期が40分以上で、小さく安定した降着円盤を持ち、静穏期の矮新星と類似（かみのけ座GP星など）

という4群が提示されている。このうち、2は恒常的にハイステートである系、3はハイステートとローステートの間を移動する系、4は恒常的にローステートである系に対応する。ところが、軌道周期からすると常時ハイステートにある群と想定される系の一部に、異なる特徴を示すものもある。可視光のスペクトルでヘリウムイオンの輝線が目立つ、或いはヘリウム吸収がみえない系がそれで、他に、軌道周期はりょうけん座AM型の中でも最も短い部類である、紫外線で明るくX線も検出されている、といった特徴がある。これらを総合すると、この種の系は降着円盤を介さずに物質が主星に降着していると考えられ、主星の強い磁場が降着円盤の形成を阻害する強磁場激変星の類型である可能性も指摘されている。この系が、細分類の1に対応すると考えられる。

## 構造

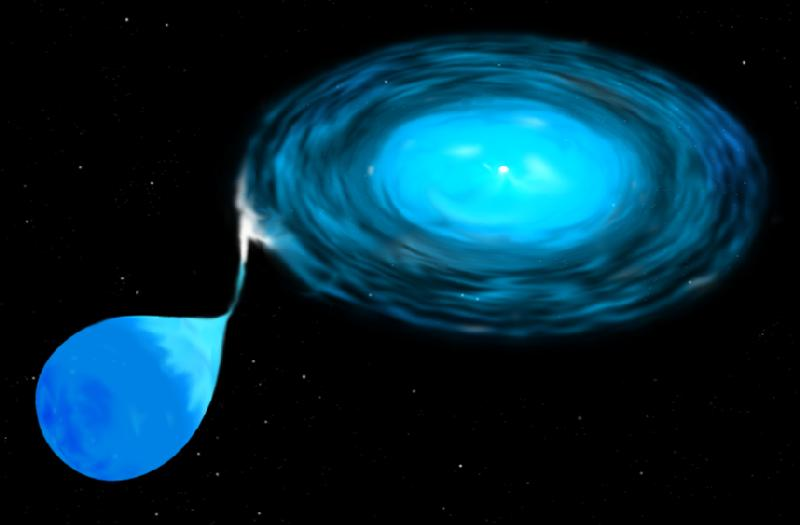
激変星の想像図。りょうけん座AM型星もこれに類する構造をしている。

りょうけん座AM型星は激変星の一種であり、白色矮星を主星とする近接連星系で、伴星と相互作用、つまり伴星から主星への質量輸送が発生しており、多くの場合、主星の周りに降着円盤を形成する。ただし、降着物質は一般的な激変星とは異なり、ヘリウムを主成分としている。
相互作用連星であるので、伴星はロッシュ・ローブを満たしており、更に、軌道周期が非常に短いことから伴星の密度を予測すると、縮退、或いは少なくとも半縮退状態にあることが示唆される。そのため、系の構造が理論化された当初から、伴星も白色矮星である可能性が高いと言及されており、以後一貫して有力な説の一つとなっている。一方で、伴星から主星への質量輸送率が高いと、伴星は縮退星にはなれないとする予想もあり、伴星が半縮退のヘリウム星であるとする説もまた有力である。
伴星に水素が欠乏し、降着物質の主成分がヘリウムなので、主星の周りに形成される降着円盤も、ヘリウムが大部分を占めるヘリウム円盤である。ヘリウム円盤は、水素を主成分とする降着円盤と、不透明度、電離温度、音速、といった特性に違いがある。そのため、降着円盤理論において円盤が熱的に不安定になるか安定するかの境界となる臨界温度は、水素円盤の場合に比べておよそ6,000K程高い。実際に観測されているりょうけん座AM型星の、降着円盤によるエネルギー分布を黒体放射で近似すると、その有効温度はハイステートの系では臨界温度より高く、ローステートの系では臨界温度より低い傾向が現れている。

## 進化

### 形成
連星進化の過程の中でも、限られた進化経路をたどる一握りの系だけが、りょうけん座AM型星へ進化すると考えられ、その進化経路としては、主に3通りの筋書が検討されている。ほぼ同じような経路をたどり、伴星の質量によってそれが縮退するか、半縮退となるかの2通り、そして一般的な激変星の進化過程で水素が失われたとするものである。どの筋書にしても、一度か二度の共通外層状態を経ているものとされ、りょうけん座AM型星は共通外層を理解する上でも重要な観測対象とみられる。
連星進化の出発点は、白色矮星へと進化する質量を持つ主系列星同士の連星である。まず、質量が大きい主星が先に巨星や超巨星へと進化し、その際に連星間距離が十分短ければ、伴星は膨張した主星の大気に覆われ、最初の共通外層段階を迎える。この段階で、主星は外層を失って白色矮星へ進化し、伴星は共通外層の中で抵抗を受け、系として角運動量を喪失して軌道が縮小する。ここまでは、りょうけん座AM型星に限らず、多くの近接連星系が経験する。
その先、極端に公転周期が短いりょうけん座AM型星へ進化するには、多くの場合二度目の共通外層段階を経る必要があると考えられる。伴星が巨星化し、主星の白色矮星がその外層の中に収まるが、このとき伴星の質量が小さいと伴星はヘリウム白色矮星へ進化し、ある程度質量が大きいと伴星はヘリウム星へ進化する。その先、重力波の放射によって系の角運動量が引き抜かれ、軌道が更に縮小し、伴星がロッシュ・ローブに接触すると質量輸送が始まり、りょうけん座AM型星となる。
一方、伴星が巨星化したときに、主星がその外層に含まれない程度に連星間距離がある場合は、一般的な激変星と同様の進化経路をとる。こちらも、やがて伴星がロッシュ・ローブを満たし質量輸送が起きるが、その際に伴星の質量及び中心での水素の消耗度合いがごく限られた条件に当てはまる場合、その先の進化の過程で伴星の水素が失われ、りょうけん座AM型星になるとみられる。但し、条件が厳しく、この経路をとる割合は低いとみられ、二度の共通外層を経る進化よりは重視されていない

### 軌道
りょうけん座AM型星は、重力波を放射することで角運動量を喪失し、軌道が縮小し軌道周期は短くなるが、一方で伴星がロッシュ・ローブからあふれる状態では、連星間距離が短くなると質量輸送率が上昇し、伴星から主星へガスが流れ込むことで角運動量保存則によって軌道周期は長くなる。そのため、軌道への影響が、重力波放射より質量輸送の方が強くなると、軌道周期はある時点で極小を迎え、その後上昇に転じる。軌道周期が長くなると質量輸送率も低下するが、主星からの照射による誘導で質量輸送が増大する効果もあり、ある程度の質量輸送率が保たれる。
こうなると、軌道周期は徐々に上昇を続け、連星間距離が長くなるが、それによって質量輸送が途切れると、今度は重力波放射で軌道周期が短くなり、やがて再び質量輸送が起きる。このように、質量輸送が不安定になっている段階が、ハイステートとローステートを遷移する系と考えられる。連星間距離が長く、主星からの照射を受けてもハイステートになる程質量輸送が回復しない場合、質量輸送率がとても低い系として定着し、降着円盤は縮小、白色矮星のスペクトルもみえるようになり、これが常時ローステートの系に当たると考えられる。

### 将来
りょうけん座AM型星が、進化の果てにどのような最後を迎えるかについては、いくつかの考え方がある。進化がそのまま進めば、いずれは低温のヘリウム白色矮星と、褐色矮星または惑星質量天体とからなる星系となるだろう。一方で、最後は爆発現象を起こして終わるとする説もある。質量降着を起こす白色矮星が最後に爆発するといえば、Ia型超新星がまず思い浮かぶが、主星の白色矮星、そのヘリウム外層の質量が高くないりょうけん座AM型星は、絶対等級が低く増光が速い亜種の「.Ia型超新星」になるとも考えられる。或いは、外層でのヘリウムフラッシュによる爆轟波が核での炭素の爆轟を誘発できれば、Ia型超新星になるかもしれない。

## 重力波
りょうけん座AM型星は、コンパクト星を含む近接連星系なので、強い重力波放射源と考えられる。実際、非常に短い軌道周期を実現するのに、重力波放射による角運動量喪失がたいへん重要と考えられている。りょうけん座AM型星は、伴星も高密度なので重力波放射の効果は高く、一般的な激変星よりも重力波の強度は一桁上と見積もられている。そのため、LISAのような新世代の重力波望遠鏡によって、桁違いに多くのりょうけん座AM型星が発見され、この種の天体の理解が進むものと期待される。また、その中の少なからぬ天体が可視光やX線で精力的に観測されると予想され、それによって、重力波観測から実際の天体の物理を推定する手法の検証としても用いることができる。結果として、宇宙の極限環境における物理の理解をも進めるかもしれない。